# Foster (Rhode Island)
Foster é uma vila localizada no estado americano de Rhode Island, no condado de Providence. Foi fundada em 1636 e incorporada em 1781.

## Geografia
De acordo com o United States Census Bureau, a vila tem uma área de 134,4 km², onde 131,6 km² estão cobertos por terra e 2,8 km² por água.

## Demografia
Segundo o censo nacional de 2010, a sua população é de 4 606 habitantes e sua densidade populacional é de 35 hab/km². É a localidade menos populosa do condado de Providence. Possui 1 775 residências, que resulta em uma densidade de 13,49 residências/km².